# Густаво Сантаолалья
Густа́во Альфре́до Сантаола́лья (ісп. Gustavo Alfredo Santaolalla, *Ель Паломар, 19 серпня 1951) — аргентинський композитор, музикант та продюсер. Двічі здобував Оскар за музику для фільмів.
У своїй творчості Сантаолалья поєднує елементи року, соулу, африканські ритми та народну музику Латинської Америки. У 1970-х роках очолював гурт Arco Iris, один з засновників напрямку аргентинський рок.

## Біографія
Густаво Сантаолалья розпочав свою музичну кар'єру 1967 року у віці 17 років, заснувавши гурт Arco Iris, один із перших у жанрі аргентинський рок.
Після розпаду Arco Iris у 1976 заснував гурт Soluna, який записав лише один альбом Energía Natural (1977). Потім Сантаолалья поїхав до Лос-Анджелесу, де грав рок-н-рол з гуртом Wet Picnic. В одну з подорожей до Аргентини спродюсував перший сольний альбом Леона Гьєко, Pensar en Nada (1980) та записав свій власний дебютний сольний альбом Santaolalla. Його другий альбом Gas вийшов 1995 року. Наступний альбом під назвою Ronroco (1998) містив кілька треків, де використовувалося характерне звучання народного струнного інструмента чаранго, став початком нового етапу у кар'єрі Сантаолальї — написання музики до фільмів.
Сантаолалья також виступив продюсером та натхненником багатьох представників латиноамериканського року, як-от Divididos, Хуанес, Molotov, Café Tacuba, Хорхе Гонсалес, Хульєта Венегас, Bersuit Vergarabat, Fobia, Árbol, Caifanes, Kronos Quartet та багатьох інших.
На початку 2000-х написав музику до фільмів Amores perros, 21 грам та Щоденники мотоцикліста. За музику до стрічок Горбата гора та Вавилон отримав Оскар. Також здобув премію BAFTA за «Щоденники мотоцикліста» та «Вавилон».
Сантаолалья також стояв біля витоків нео-танго як один з музикантів гурту Bajofondo.
2008 року Сантаолалья написав саундтрек до фільму Louis Vuitton під назвою «Where will life take you?».
Наразі композитор живе разом з дружиною та дітьми у Лос-Анджелесі (США).

## Дискографія

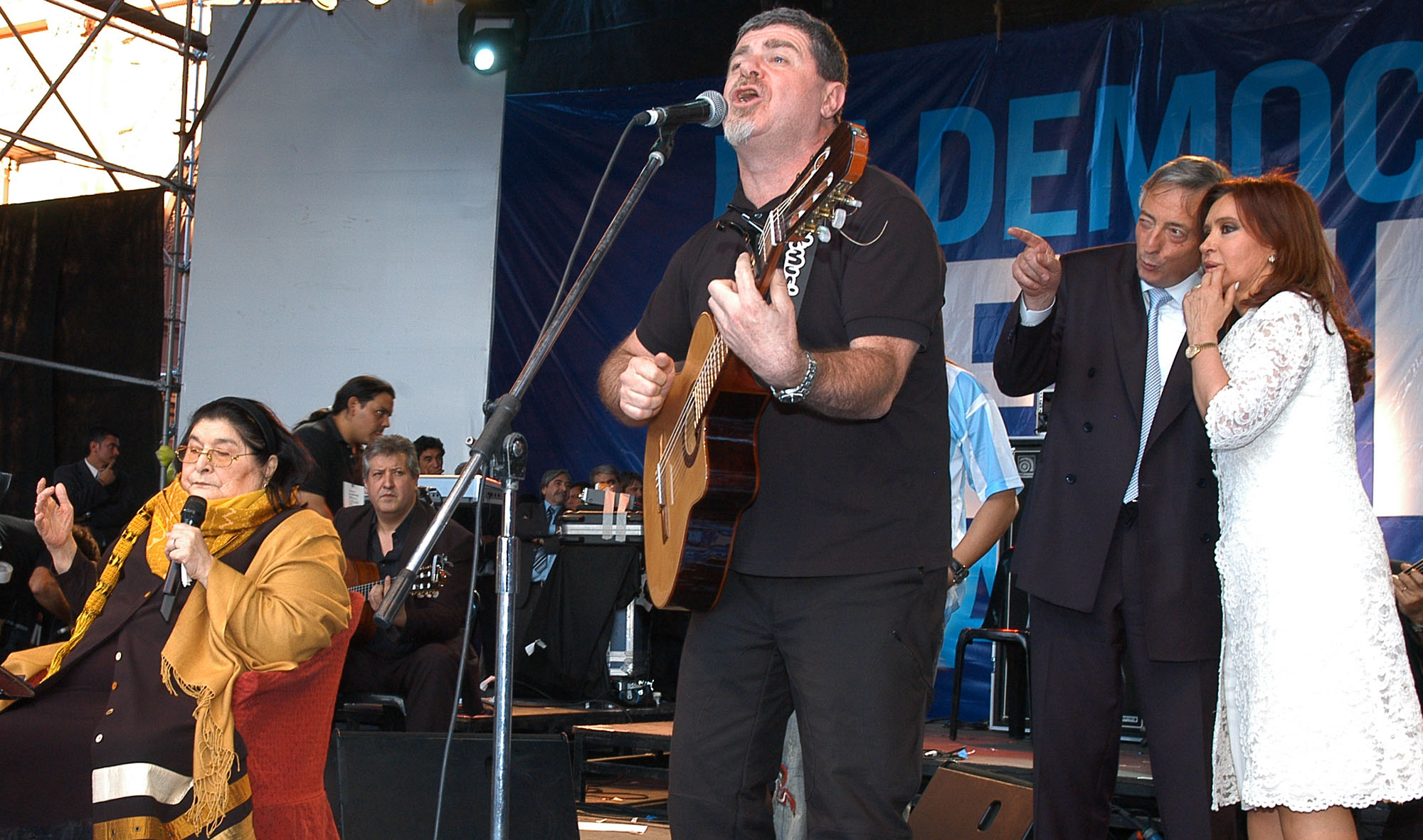
Густаво Сантаолалья та Мерседес Соса на концерті у Буенос-Айресі у грудні 2007

1. Arco Iris (1969), у складі Arco Iris
2. Blues de Dana (1970), у складі Arco Iris
3. Sudamérica o el regreso a la Aurora (1972), у складі Arco Iris
4. Suite Nº1 (1972), у складі Arco Iris
5. Tiempo de resurrección (1972), у складі Arco Iris
6. Inti-Raymi (1973), у складі Arco Iris
7. Agitor Lucens V (1974), у складі Arco Iris
8. Energia natural (1977), у складі Soluna
9. Santaolalla, 1982
10. GAS, 1995
11. Ronrocco, 1998
12. Diarios de motocicleta, 2003
13. Cuatro Caminos — продюсер,2004
14. Brokeback Mountain, 2005
15. Bajo fondo tango club

## Вибрана фільмографія
- Фінч (2021)
- On the Road (2011)
- Б'ютифул (2010)
- Dhobi Ghaat (2010) (індійський фільм)
- Я приходжу з дощем (2009)
- The Sun Behind the Clouds: Tibet's Struggle for Freedom (2009)
- Мої чорничні ночі (2008)
- El búfalo en la noche (2007)
- У диких умовах (2007) — пісня «Picking Berries».
- Вавилон (2006)
- Нація фастфуду (2006) — пісня «Iguazu».
- Північна країна (2005)
- Горбата гора (2005)
- Співучасник (2004) — пісня «Iguazu».
- Щоденники мотоцикліста (2004)
- 21 грам (2003)
- Amores perros (2000)
- Своя людина (1999) — пісня «Iguazu».
- She Dances Alone (1981)

## Музика до відеоігор
- The Last of Us (2013)
- The Last of Us Remastered (2014)
- The Last of Us Part II (2020)

## Нагороди
- Оскар:
  - 2005: музика до фільму Горбата гора
  - 2006: музика до фільму Вавилон
- BAFTA:
  - 2004: Нагорода Ентоні Асквіта за музику до фільму Щоденники мотоцикліста
  - 2006: Нагорода Ентоні Аскіта за музику до фільму Вавилон
- Золотий глобус:
  - 2005: найкраща пісня «A Love That Will Never Grow Old» з фільму Горбата гора
- Греммі:
  - 2004: нагорода за найкращий латиноамериканський рок/альтернативний альбом Cuatro Caminos (продюсер)
  - 2009: нагорода за найкращий латиноамериканський поп-альбом: La Vida… Es un Ratico (продюсер)
- Latin Grammy:
  - 2000: найкращий рок-альбом Revés/Yo Soy (продюсер)
  - 2001: найкращий сольний рок-альбом Fíjate Bien (продюсер)
  - 2003: запис року «Es Por Ti» (продюсер)
  - 2003: альбом року Un Día Normal (продюсер)
  - 2003: найкращий інструментальний поп-альбом Bajofondo Tango Club (продюсер)
  - 2004: найкращий альтернативний Cuatro Caminos (продюсер)
  - 2005: найкращий сольний рок-альбом Mi Sangre (продюсер)
  - 2005: продюсер року
  - 2006: найкращий танго-альбом Café De Los Maestros (продюсер)
  - 2008: запис року: «Me Enamora» (продюсер)
  - 2008: альбом року: La Vida… Es un Ratico (продюсер)
  - 2008: найкращий чоловічий поп-альбом: La Vida… Es un Ratico (продюсер)